# Koganei Yoshikiyo
Koganei Yoshikiyo est un nom japonais traditionnel ; le nom de famille (ou le nom d'école), Koganei, précède donc le prénom (ou le nom d'artiste).
Koganei Yoshikiyo (小金井 良精), 17 janvier 1859 – 16 octobre 1944, est un anatomiste et anthropologue japonais de l'ère Meiji.

## Biographie
Fils d'Echigo Nagaoka, membre d'un clan japonais, il est diplômé en 1880 de l'École de l'Est (大学東校, Daigaku Tōkō), précurseur de l'école de médecine de l'Université impériale de Tokyo. Il se rend ensuite en Allemagne où il apprend l'anatomie et l'histologie. De retour au Japon en 1885, il est nommé l'année suivante professeur à l'École de médecine de l'Université impériale de Tokyo, devenant le premier professeur japonais d'anatomie de l'école.
Après avoir étudié des squelettes d'Aïnous en 1888, il commence à travailler dans le domaine de l'anthropologie. Citant les résultats de ses recherches sur les Aïnous, il soutient que l'homme préhistorique était inclus parmi les Aïnous.
De 1893 à 1896, il est président de la faculté de médecine de l'Université impériale et en 1893 créé l'Association japonaise des anatomistes. En 1921, il se retire du milieu universitaire mais continue ses recherches.
Son épouse est Koganei Kimiko, une essayiste, poétesse et sœur cadette de l'écrivain Mori Ōgai. Hoshi Hajime, fondateur de la société pharmaceutique Hoshi Seiyaku, est son gendre et Shin'ichi Hoshi, le romancier de science fiction, son petit-fils.

## Source de la traduction
- (en) Cet article est partiellement ou en totalité issu de l’article de Wikipédia en anglais intitulé « Koganei Yoshikiyo » (voir la liste des auteurs).